# Cryphia lutescens
Cryphia lutescens är en fjärilsart som beskrevs av Fuchs 1889. Cryphia lutescens ingår i släktet Cryphia och familjen nattflyn. Inga underarter finns listade i Catalogue of Life.